# Lista amerykańskich senatorów ze stanu Iowa
Lista amerykańskich senatorów ze stanu Iowa – senatorzy wybrani ze stanu Iowa.
Stan Iowa został włączony do Unii 28 grudnia 1846 roku. Posiada prawo do mandatów senatorskich 2. i 3. klasy. Do 8 kwietnia 1913 roku (ratyfikowania 17. poprawki do Konstytucji) senatorowie byli wybierani przez stanowy parlament. Od tego czasu wybierani są w wyborach powszechnych.

## 2. Klasa
| Lp.   | Imię i nazwisko      | Imię i nazwisko | Od                                                              | Do                   | Partia               | Kadencja                                                                                                 | Uwagi |
| ----- | -------------------- | --------------- | --------------------------------------------------------------- | -------------------- | -------------------- | --- | --- |
| Wakat | Wakat                | Wakat           | 28 grudnia 1846                                                 | 7 grudnia 1848       |                      | 1 | Parlament nie zdołał wybrać senatora |
| 1     | George W. Jones      |                 | 7 grudnia 1848                                                  | 4 marca 1859         | Partia Demokratyczna | 1 | Wybrany w 1848 |
| 1     | George W. Jones      | 2               | 7 grudnia 1848                                                  | 4 marca 1859         | Partia Demokratyczna | Reelekcja w 1852 Przegrał wybory w 1858                                                                  | |
| 2     | James W. Grimes      |                 | 4 marca 1859                                                    | 6 grudnia 1869       | Partia Republikańska | 3 | Wybrany w 1858 |
| 2     | James W. Grimes      | 4               | 4 marca 1859                                                    | 6 grudnia 1869       | Partia Republikańska | Reelekcja w 1864 Zrezygnował w trakcie trwania kadencji w 1869                                           | |
| Wakat | Wakat                | Wakat           | 6 grudnia 1869                                                  | 18 stycznia 1870     |                      | 4 | |
| 3     | James B. Howell      |                 | 18 stycznia 1870                                                | 4 marca 1871         | Partia Republikańska | 4 | Wybrany do dokończenia kadencji w wyborach specjalnych w 1870 Nie starał się o wybór na pełną, 6-letnią kadencję w 1870                                            |
| 4     | George G. Wright     |                 | 4 marca 1871                                                    | 4 marca 1877         | Partia Republikańska | 5 | Wybrany w 1870 Nie starał się o reelekcję w 1876 lub 1877 |
| 5     | Samuel J. Kirkwood   |                 | 4 marca 1877                                                    | 7 marca 1881         | Partia Republikańska | 6 | Wybrany w 1876 lub 1877 Zrezygnował w trakcie trwania kadencji, by objąć funkcję sekretarza zasobów wewnętrznych USA                                               |
| 6     | James W. McDill      |                 | 7 marca 1881                                                    | 4 marca 1883         | Partia Republikańska | 6 | Mianowany do kontynuowania kadencji w 1881 Wybrany do dokończenia kadencji w wyborach specjalnych w 1882 Nie starał się o wybór na pełną, 6-letnią kadencję w 1882 |
| 7     | James F. Wilson      |                 | 4 marca 1883                                                    | 4 marca 1895         | Partia Republikańska | 7 | Wybrany w 1858 |
| 7     | James F. Wilson      | 8               | 4 marca 1883                                                    | 4 marca 1895         | Partia Republikańska | Reelekcja w 1864 Zrezygnował w trakcie trwania kadencji w 1869                                           | |
| 8     | John H. Gear         |                 | 4 marca 1895                                                    | 14 lipca 1900        | Partia Republikańska | 9 | Wybrany w 1894 Zmarł w trakcie pełnienia urzędu w 1900, będąc już wcześniej wybrany na kolejną kadencję                                                            |
| Wakat | Wakat                | Wakat           | 14 lipca 1900                                                   | 22 sierpnia 1900     |                      | 9 | |
| 9     | Jonathan P. Dolliver |                 | 22 sierpnia 1900                                                | 15 października 1910 | Partia Republikańska | 9 | Mianowany do dokończenia kadencji w 1900 |
| 9     | Jonathan P. Dolliver | 10              | 22 sierpnia 1900                                                | 15 października 1910 | Partia Republikańska | Mianowany do rozpoczęcia kolejnej kadencji Wybrany do dokończenia kadencji w wyborach specjalnych w 1902 | |
| 9     | Jonathan P. Dolliver | 11              | 22 sierpnia 1900                                                | 15 października 1910 | Partia Republikańska | Reelekcja w 1906 Zmarł w trakcie pełnienia urzędu w 1910                                                 | |
| Wakat | Wakat                | Wakat           | 15 października 1910                                            | 12 listopada 1910    |                      | 11 | |
| 10    | Lafayette Young      |                 | 12 listopada 1910                                               | 11 kwietnia 1911     | Partia Republikańska | 11 | Mianowany do kontynuowania kadencji w 1910 Przegrał wybory specjalne o dokończenie kadencji w 1911                                                                 |
| 11    | William S. Kenyon    |                 | 12 kwietnia 1911                                                | 24 lutego 1922       | Partia Republikańska | 11 | Wybrany do dokończenia kadencji w wyborach specjalnych w 1911 |
| 11    | William S. Kenyon    | 12              | 12 kwietnia 1911                                                | 24 lutego 1922       | Partia Republikańska | Reelekcja w 1912                                                                                         | |
| 11    | William S. Kenyon    | 13              | 12 kwietnia 1911                                                | 24 lutego 1922       | Partia Republikańska | Reelekcja w 1918 Zrezygnował w trakcie trwania kadencji, by objąć funkcję sędziego w sądzie federalnym   | |
| 12    | Charles A. Rawson    | 13              |                                                                 | 24 lutego 1922       | 1 grudnia 1922       | Partia Republikańska                                                                                     | Mianowany do kontynuowania kadencji w 1922 Zrezygnował po wyborze następcy                                                                                         |
| 13    | Smith W. Brookhart   | 13              |                                                                 | 1 grudnia 1922       | 12 kwietnia 1926     | Partia Republikańska                                                                                     | Wybrany do dokończenia kadencji w wyborach specjalnych w 1922 |
| 13    | Smith W. Brookhart   | 14              | Reelekcja w 1924 Wynik wyborów został zmieniony przez Senat USA | 1 grudnia 1922       | 12 kwietnia 1926     | Partia Republikańska                                                                                     | |
| 14    | Daniel F. Steck      |                 | 12 kwietnia 1926                                                | 4 marca 1931         | Partia Demokratyczna | 14 | Objął funkcję po pozytywnym rozpatrzeniu jego protestu przez Senat USA Przegrał wybory w 1930                                                                      |
| 15    | Lester J. Dickinson  |                 | 4 marca 1931                                                    | 3 stycznia 1937      | Partia Republikańska | 15 | Wybrany w 1930 Przegrał wybory w 1936 |
| Wakat | Wakat                | Wakat           | 3 stycznia 1937                                                 | 15 stycznia 1937     |                      | 16 | Wybrany senator objął urząd z opóźnieniem |
| 16    | Clyde L. Herring     |                 | 15 stycznia 1937                                                | 3 stycznia 1943      | Partia Demokratyczna | 16 | Wybrany w 1936 Objął urząd po dokończeniu kadencji gubernatora Przegrał wybory w 1942                                                                              |
| Wakat | Wakat                | Wakat           | 3 stycznia 1943                                                 | 14 stycznia 1943     |                      | 17 | Wybrany senator objął urząd z opóźnieniem |
| 17    | George A. Wilson     |                 | 14 stycznia 1943                                                | 3 stycznia 1949      | Partia Republikańska | 17 | Wybrany w 1942 Objął urząd po dokończeniu kadencji gubernatora Przegrał wybory w 1948                                                                              |
| 18    | Guy Gillette         |                 | 3 stycznia 1949                                                 | 3 stycznia 1955      | Partia Demokratyczna | 18 | Wybrany w 1948 Przegrał wybory w 1954 |
| 19    | Thomas E. Martin     |                 | 3 stycznia 1955                                                 | 3 stycznia 1961      | Partia Republikańska | 19 | Wybrany w 1954 Nie starał się o reelekcję w 1960 |
| 20    | Jack Miller          |                 | 3 stycznia 1961                                                 | 3 stycznia 1973      | Partia Republikańska | 20 | Wybrany w 1960 |
| 20    | Jack Miller          | 21              | 3 stycznia 1961                                                 | 3 stycznia 1973      | Partia Republikańska | Reelekcja w 1966 Przegrał wybory w 1972                                                                  | |
| 21    | Dick Clark           |                 | 3 stycznia 1973                                                 | 3 stycznia 1979      | Partia Demokratyczna | 22 | Wybrany w 1972 Przegrał wybory w 1978 |
| 22    | Roger Jepsen         |                 | 3 stycznia 1979                                                 | 3 stycznia 1985      | Partia Republikańska | 23 | Wybrany w 1978 Przegrał wybory w 1984 |
| 23    | Tom Harkin           |                 | 3 stycznia 1985                                                 | 3 stycznia 2015      | Partia Demokratyczna | 24 | Wybrany w 1984 |
| 23    | Tom Harkin           | 25              | 3 stycznia 1985                                                 | 3 stycznia 2015      | Partia Demokratyczna | Reelekcja w 1990                                                                                         | |
| 23    | Tom Harkin           | 26              | 3 stycznia 1985                                                 | 3 stycznia 2015      | Partia Demokratyczna | Reelekcja w 1996                                                                                         | |
| 23    | Tom Harkin           | 27              | 3 stycznia 1985                                                 | 3 stycznia 2015      | Partia Demokratyczna | Reelekcja w 2002                                                                                         | |
| 23    | Tom Harkin           | 28              | 3 stycznia 1985                                                 | 3 stycznia 2015      | Partia Demokratyczna | Reelekcja w 2008 Nie starał się o reelekcję w 2014                                                       | |
| 24    | Joni Ernst           |                 | 3 stycznia 2015                                                 | nadal                | Partia Republikańska | 29 | Wybrana w 2014 |
| 24    | Joni Ernst           | 30              | 3 stycznia 2015                                                 | nadal                | Partia Republikańska | Reelekcja w 2020                                                                                         | |

## 3. Klasa
| Lp.   | Imię i nazwisko        | Imię i nazwisko | Od                | Do                | Partia               | Kadencja | Uwagi |
| ----- | ---------------------- | --------------- | ----------------- | ----------------- | -------------------- | --- | --- |
| Wakat | Wakat                  | Wakat           | 28 grudnia 1846   | 7 grudnia 1848    |                      | 1 | Parlament nie zdołał wybrać senatora |
| 1     | Augustus C. Dodge      |                 | 7 grudnia 1848    | 22 lutego 1855    | Partia Demokratyczna | 1 | Wybrany w 1848 |
| 1     | Augustus C. Dodge      | 2               | 7 grudnia 1848    | 22 lutego 1855    | Partia Demokratyczna | Reelekcja w 1849 Przegrał wybory w 1855 Zrezygnował przed końcem kadencji, by objąć funkcję ambasadora USA w Hiszpanii | |
| Wakat | Wakat                  | Wakat           | 22 lutego 1855    | 4 marca 1855      |                      | 2 | |
| 2     | James Harlan           |                 | 4 marca 1855      | 5 stycznia 1857   | Free Soil Party      | 3 | Wybrany w 1855 Wybory unieważnione z powodu błędów proceduralnych                                                                                                 |
| Wakat | Wakat                  | Wakat           | 5 stycznia 1857   | 29 stycznia 1857  |                      | 3 | |
| 2     | James Harlan           |                 | 29 stycznia 1857  | 15 maja 1865      | Partia Republikańska | 3 | Wybrany do dokończenia własnej kadencji w wyborach specjalnych w 1855                                                                                             |
| 2     | James Harlan           | 4               | 29 stycznia 1857  | 15 maja 1865      | Partia Republikańska | Reelekcja w 1860 Zrezygnował w trakcie trwania kadencji, by objąć funkcję sekretarza zasobów wewnętrznych USA          | |
| Wakat | Wakat                  | Wakat           | 15 maja 1865      | 13 stycznia 1866  |                      | 4 | |
| 3     | Samuel J. Kirkwood     |                 | 13 stycznia 1866  | 4 marca 1867      | Partia Republikańska | 4 | Wybrany do dokończenia kadencji w wyborach specjalnych w 1866 Przegrał wybory na pełną, 6-letnią kadencję w 1866                                                  |
| 4     | James Harlan           |                 | 4 marca 1867      | 4 marca 1873      | Partia Republikańska | 5 | Wybrany w 1866 Przegrał wybory w 1872 |
| 5     | William B. Allison     |                 | 4 marca 1873      | 4 sierpnia 1908   | Partia Republikańska | 6 | Wybrany w 1872 |
| 5     | William B. Allison     | 7               | 4 marca 1873      | 4 sierpnia 1908   | Partia Republikańska | Reelekcja w 1878 | |
| 5     | William B. Allison     | 8               | 4 marca 1873      | 4 sierpnia 1908   | Partia Republikańska | Reelekcja w 1884 | |
| 5     | William B. Allison     | 9               | 4 marca 1873      | 4 sierpnia 1908   | Partia Republikańska | Reelekcja w 1890 | |
| 5     | William B. Allison     | 10              | 4 marca 1873      | 4 sierpnia 1908   | Partia Republikańska | Reelekcja w 1896 | |
| 5     | William B. Allison     | 11              | 4 marca 1873      | 4 sierpnia 1908   | Partia Republikańska | Reelekcja w 1902 Zmarł w trakcie pełnienia urzędu w 1908                                                               | |
| Wakat | Wakat                  | Wakat           | 4 sierpnia 1908   | 24 listopada 1908 |                      | 11 | |
| 6     | Albert B. Cummins      |                 | 24 listopada 1908 | 30 lipca 1926     | Partia Republikańska | 11 | Mianowany do dokończenia kadencji w 1908 |
| 6     | Albert B. Cummins      | 12              | 24 listopada 1908 | 30 lipca 1926     | Partia Republikańska | Wybrany na pełną,6-letnią kadencję w 1908 lub 1909                                                                     | |
| 6     | Albert B. Cummins      | 13              | 24 listopada 1908 | 30 lipca 1926     | Partia Republikańska | Reelekcja w 1914 | |
| 6     | Albert B. Cummins      | 14              | 24 listopada 1908 | 30 lipca 1926     | Partia Republikańska | Reelekcja w 1920 Przegrał prawybory w 1926 Zmarł przed końcem kadencji                                                 | |
| Wakat | Wakat                  | Wakat           | 30 lipca 1926     | 7 sierpnia 1926   |                      | 14 | |
| 7     | David W. Stewart       |                 | 7 sierpnia 1926   | 4 marca 1927      | Partia Republikańska | 14 | Mianowany do kontynuowania kadencji w 1926 Wybrany do dokończenia kadencji w wyborach specjalnych w 1926 Nie starał się o wybór na pełną,6-letnią kadencję w 1926 |
| 8     | Smith W. Brookhart     |                 | 4 marca 1927      | 4 marca 1933      | Partia Republikańska | 15 | Wybrany w 1926 Przegrał prawybory, a potem wybory ogólne (jako kandydat bezpartyjny) w 1932                                                                       |
| 9     | Richard L. Murphy      |                 | 4 marca 1933      | 16 lipca 1936     | Partia Demokratyczna | 16 | Wybrany w 1932 Zmarł w trakcie pełnienia urzędu w 1936 |
| Wakat | Wakat                  | Wakat           | 16 lipca 1936     | 3 listopada 1936  |                      | 16 | |
| 10    | Guy Gillette           |                 | 3 listopada 1936  | 3 stycznia 1945   | Partia Demokratyczna | 16 | Wybrany do dokończenia kadencji w wyborach specjalnych w 1936 |
| 10    | Guy Gillette           | 17              | 3 listopada 1936  | 3 stycznia 1945   | Partia Demokratyczna | Reelekcja w 1938 Przegrał wybory w 1944                                                                                | |
| 11    | Bourke B. Hickenlooper |                 | 3 stycznia 1945   | 3 stycznia 1969   | Partia Republikańska | 18 | Wybrany w 1944 |
| 11    | Bourke B. Hickenlooper | 19              | 3 stycznia 1945   | 3 stycznia 1969   | Partia Republikańska | Reelekcja 1950 | |
| 11    | Bourke B. Hickenlooper | 20              | 3 stycznia 1945   | 3 stycznia 1969   | Partia Republikańska | Reelekcja w 1956 | |
| 11    | Bourke B. Hickenlooper | 21              | 3 stycznia 1945   | 3 stycznia 1969   | Partia Republikańska | Reelekcja w 1962 Nie starał się o reelekcję w 1968                                                                     | |
| 12    | Harold Hughes          |                 | 3 stycznia 1969   | 3 stycznia 1975   | Partia Demokratyczna | 22 | Wybrany w 1968 Nie starał się o reelekcję w 1974 |
| 13    | John Culver            |                 | 3 stycznia 1975   | 3 stycznia 1981   | Partia Demokratyczna | 23 | Wybrany w 1974 Przegrał wybory w 1980 |
| 14    | Chuck Grassley         |                 | 3 stycznia 1981   | nadal             | Partia Republikańska | 24 | Wybrany w 1980 |
| 14    | Chuck Grassley         | 25              | 3 stycznia 1981   | nadal             | Partia Republikańska | Reelekcja w 1986 | |
| 14    | Chuck Grassley         | 26              | 3 stycznia 1981   | nadal             | Partia Republikańska | Reelekcja w 1992 | |
| 14    | Chuck Grassley         | 27              | 3 stycznia 1981   | nadal             | Partia Republikańska | Reelekcja w 1998 | |
| 14    | Chuck Grassley         | 28              | 3 stycznia 1981   | nadal             | Partia Republikańska | Reelekcja w 2004 | |
| 14    | Chuck Grassley         | 29              | 3 stycznia 1981   | nadal             | Partia Republikańska | Reelekcja w 2010 | |
| 14    | Chuck Grassley         | 30              | 3 stycznia 1981   | nadal             | Partia Republikańska | Reelekcja w 2016 | |
| 14    | Chuck Grassley         | 31              | 3 stycznia 1981   | nadal             | Partia Republikańska | Reelekcja w 2022 | |